# Metall- und Glockengießer
Der Beruf des Metall- und Glockengießers ist in Deutschland eine anerkannte Berufsausbildung gemäß Verordnung vom 15. Mai 1998 (BGBl. I, S. 996). In Österreich nennt sich der dazu äquivalente Lehrberuf Metallgießer, wobei die Ausbildung im dualen System mit einer Ausbildungsdauer von drei Jahren erfolgt. Der Lehrberuf Metallgießer kann seit 1. Juli 2010 begonnen werden und ersetzt die Vorgängerlehrberufe Gießereimechaniker, Former und Gießer und Zinngießer.

## Ausbildung
Die dreijährige Ausbildung gliedert sich in Deutschland in die folgenden drei Fachrichtungen:
- Kunst- und Glockengusstechnik
- Metallgusstechnik
- Zinngusstechnik

## Berufsbild
Metall- und Glockengießer arbeiten in Gießereien bzw. Glockengießereien und fertigen Glocken und andere Metallgegenstände sowie die hierfür benötigten Gussformen. Zu den Aufgaben gehören die Erstellung der Metallschmelze, der Gießvorgang in die Gussformen, die Nachbearbeitung sowie die Endmontage von Kirchenglocken. Es besteht die Möglichkeit, sich zum Metall- und Glockengießermeister zu qualifizieren.
Bis heute sind Glockengießereien meistens Familienbetriebe mit generationenlanger Tradition.

## Filme
- Daniel Richter: Handwerkskunst! Wie man eine Glocke gießt, SWR Fernsehen – Landesschau Rheinland-Pfalz vom 1. November 2018, stand: 2. April 2021. (YouTube vom 9. November 2018)